# Ручная кладь (фильм)
«Ручная кладь» (англ. Carry-On) — американский художественный фильм режиссёра Жауме Кольет-Серра. Главные роли в фильме исполнили Тэрон Эджертон и Джейсон Бейтман. Премьера фильма состоялась на Netflix 13 декабря 2024 года.
Фильм получил положительные отзывы критиков, которые хвалили актёрскую игру (особенно Бейтмана), визуальные эффекты и экшн-сцены, хотя некоторые критиковали сюжет и неточности в работе TSA. За неделю после премьеры фильм набрал больше просмотров, чем любой другой фильм, выпущенный на Netflix в 2024 году.

## Сюжет
Итан Копек, сотрудник Управления транспортной безопасности (TSA) в международном аэропорту Лос-Анджелеса, стал циничным и потерял амбиции после того, как провалил полицейскую академию, скрыв криминальное прошлое своего отца. В канун Рождества его беременная девушка Нора призывает его повторно подать заявление и осуществить свою мечту. Вместо этого Итан просит своего начальника, Фила Сарковски, назначить его ответственным за пункт проверки багажа, надеясь доказать свою компетентность и получить продвижение по службе.
Во время смены Итан получает наушник, через который с ним связывается безжалостный наемник, известный как Путешественник. Он требует, чтобы Итан пропустил через сканер определённый чемоданчик ручной клади, угрожая убить Нору в противном случае. Пособник Путешественника, Наблюдатель, удалённо контролирует действия Итана, не позволяя ему предупредить руководство. Итан тайно предупреждает своего коллегу Лайонела, написав сообщение невидимыми чернилами на посадочном талоне, после чего передаёт его Лайонелу. Однако прежде чем Лайонел успевает что-либо предпринять, Путешественник отравляет его аконитином, вызывая смертельный сердечный приступ.
Из-за кажущегося странным поведения Итана его место занимает его лучший друг Джейсон. Путешественник говорит Итану, что убьет Джейсона, если потребуется, для выполнения своего плана, поэтому Итан добивается увольнения Джейсона, подменив его стакан с напитком на другой, в который он добавил алкоголь. В результате Джейсона увольняют, якобы за то, что он был пьян на работе, а Итана возвращают к пункту проверки багажа. Следуя указаниям, Итан пропускает мужчину с ручной кладью, обратив внимание на имя Матео Флореса в его посадочном талоне. Затем Путешественник раскрывает содержимое чемоданчика: «Новичок», смертоносное нервно-паралитическое вещество, которое не имеет аналогов и является неизлечимым.
Тем временем детектив полицейского управления Лос-Анджелеса (LAPD) Елена Коул расследует двойное убийство и выясняет, что жертвы провезли «Новичок» в страну. Коул сообщает об этом в Департамент внутренней безопасности (DHS) и связывает угрозу с прерванным звонком Итана в службу 911. В ответ проводится масштабная проверка терминала. Итан добавляет Матео в список пассажиров, подлежащих проверке. Однако Путешественник подозревает Итана во вмешательстве и сталкивается с ним в туалете, они начинают драться. Во время удушения Итана, тот направляет на Путешественника пластиковый пистолет. В ответ на это Путешественник с помощью телефона активирует бомбу с веществом «Новичок» и сообщает, что обезвредить его можно только вручную и на это у них есть только 10 минут. Итан бегом направляется к чемодану с бомбой.
Сарковски задерживает Матео для проверки, но Итан вмешивается, угрожая начальнику оружием. Матео смертельно ранит Сарковски после того, как Итан отказывается стрелять, и признается, что сам действует под принуждением: Наблюдатель держит в заложниках мужа Матео, Джесси. Время на исходе, и Путешественник помогает Итану обезвредить бомбу. После этого Матео приказывают убить Итана, и он берёт пластиковый пистолет и начинает стрелять по нему, но погибает, когда тот перегревается и взрывается. Путешественник забирает футляр с «Новичком» и приказывает Наблюдателю убить Нору. Итан использует телефон Матео, чтобы предупредить её. Нора чудом ускользает от Наблюдателя, которого в конце концов убивает Джесси.
По пути в аэропорт с агентом DHS Джоном Олкоттом Коул понимает, что агент — самозванец, сообщник Путешественника, и убивает его в целях самообороны. Прибыв в аэропорт, Коул сталкивается с Итаном, подтверждает наличие угрозы и сообщает в полицию, инициируя закрытие терминала. Коул выясняет, что целью Путешественника является конгрессвумен на рейсе в Вашингтон, которая выступает за увеличение финансирования вооружений. Атака с применением «Новичка» призвана обвинить Россию, обеспечив одобрение Конгрессом увеличения расходов на оборону и тем самым обогатив производителей оружия.
Путешественник садится на рейс, не зная, что Итан подменил чемодан с бомбой на идентичный чемодан, вынудив его отправить его в грузовой отсек. Итан проникает в отсек, чтобы обезвредить бомбу, в то время как Нора убеждает Коул позволить рейсу взлететь, чтобы не вызвать подозрений у Путешественника. Когда Итан начинает разбирать бомбу, Путешественник получает предупреждение и противостоит ему с оружием в руках. Прежде чем Путешественник успевает перезарядить «Новичок» и сбежать с парашютом, Итан запирает его в герметичной холодильной камере с нервно-паралитическим веществом,  в следствие чего тот задыхается и умирает. Самолёт благополучно возвращается в аэропорт.
Год спустя Итан, Нора и их ребёнок проходят контроль безопасности, готовясь отправиться в Таити с Джейсоном и его семьей. Итан кладет свой значок полицейского в лоток для сканирования.

## В ролях
- Тэрон Эджертон — Итан Копек
- Джейсон Бейтман — загадочный путешественник
- Логан Маршалл-Грин — агент Алкотт
- София Карсон — Нора
- Даниэль Дедуайлер — Елена Коул
- Тео Росси — наблюдатель
- Дин Норрис — Фил Сарковски
- Синква Уоллс — Джейсон Нобл
- Джош Бренер — Хершел
- Джо Уильямсон — Рон Данн
- Тонатиу — Матео Флорес

## Производство
В июне 2021 года Amblin Partners подписала соглашение с Netflix о производстве нескольких фильмов в год для сервиса потокового вещания. «Ручная кладь» станет первым фильмом, который будет снят в рамках этой сделки.
В июле 2022 года стало известно, что Тэрон Эджертон исполнит главную роль Итана Копека. Сценарий к фильму написали Т. Дж. Фиксман и Майкл Грин. В августе 2022 года Джейсон Бейтман присоединился к фильму получив роль таинственного путешественника. София Карсон и Даниэль Дедвайлер присоединились к актёрскому составу в сентябре 2022 года. Тео Росси присоединился к актёрскому составу в октябре 2022 года. Дин Норрис, Логан Маршалл-Грин и Синкуа Уоллс были в числе восьми новых актёров, присоединившихся к фильму в конце того же месяца.
Съёмки начались 18 октября 2022 года в Новом Орлеане и завершились в конце января 2023 года.
Через десять дней после выхода фильм набрал 97 миллионов просмотров и должен был войти в десятку самых просматриваемых фильмов на Netflix.

## Отзывы и оценки
На сайте Rotten Tomatoes фильм имеет рейтинг 88 % основанный на 89 отзывах, со средней оценкой 6.8/10.
Сара Литтл, в рецензии для Screen Rant, пишет: «Фильм „Ручная кладь“ от Netflix вызвал шокирующее разногласие в дни после премьеры, поскольку большинству критиков фильм вроде бы понравился, в то время как зрители (по иронии судьбы) отнеслись к нему более критично».
TSA (Служба транспортной безопасности) отметила, что фильм содержит неточности, но похвалила создателей за то, что они изобразили сотрудника TSA в героическом свете.